# Ruta microcarpa
Ruta microcarpa är en vinruteväxtart som beskrevs av Svent. apud Agullo et al.. Ruta microcarpa ingår i släktet vinrutor, och familjen vinruteväxter. Inga underarter finns listade i Catalogue of Life.